# Црква Светог Луке у Крњачи
Црква Светог Луке је црква Српске православне цркве који се налази у насељу Крњача у београдској општини Палилула.

## Опште информације
Црква се налази у  београдском насељу Крњача, а припада Архијерејском намесништву београдском у саставу Архиепископије београдско-карловачке.
За изградњу цркве у Крњачи залагао се патријарх Герман, па је шездесетих година 20. века једна кућа адаптирана за храм посвећен Светом апостилу и јеванђелисти Луки.
Нова црква почела је да се гради након завршетка НАТО бомбардовања СРЈ. Темеље цркве освештао је патријарх Павле, 2001. године. У оквиру дворишта цркве сређен је паркинг, изграђена чесма и дечји парк, а у њеној околини налази се и палионица свећа, сувенирница, канцеларија и мала црквена сала.
Аутор пројекта цркве био је архитекта и професор Предраг Ристић.